# Szemüveges rigó
A szemüveges rigó (Turdus tephronotus) a madarak osztályának verébalakúak (Passeriformes) rendjébe és a rigófélék (Turdidae) rendjébe tartozó faj.

## Rendszerezése
A fajt Jean Cabanis német ornitológus írta le 1878-ban.

## Előfordulása
Kelet-Afrikában,  Etiópia, Kenya, Szomália és Tanzánia területén honos. Természetes élőhelyei a szavannák és cserjések, folyók és patakok közelében, valamint ültetvények.

## Megjelenése
Testhossza 23 centiméter, testtömege 55-70 gramm. Háti része sötétbarna, hasi része világosabb, szeme körül sárga gyűrűt visel.

## Életmódja
Főként rovarokkal, különösen hernyókkal, bogarakkal és legyekkel táplálkozik, de gyümölcsöket, bogyókat és magvakat is fogyaszt.

## Természetvédelmi helyzete
Az elterjedési területe nagy, egyedszáma viszont ismeretlen. A Természetvédelmi Világszövetség Vörös listáján nem fenyegetett fajként szerepel.